# 中國共產黨臺中市工作委員會
中國共產黨台灣省台中市工作委員會，簡稱台中市工作委員會、中共台中市委、台中區縣市委員會，是中国共产党在台湾省台中市的地方组织，是中共台湾省委的派出机构。
中共台中市委為中國共產黨設置於台灣台中市之外圍組織，成立於1947年，由洪幼樵負責。台中市工作委員會轄下設有武裝及非武裝多個支部，包含第一中學支部、台中市街頭支部支部、國民學校支部、直屬支部、商人支部、農學院支部、大肚支部、北斗支部、婦女支部、豐原支部、公務員支部、師範學校支部、台中商校支部、翁子支部、大甲支部、南區工委、霧峰支部、南投支部、集集支部、草屯支部、台中支部等，並在張志忠指導下成立了臺中武裝工委、中部武裝工委、白毛山基地等武裝組織，並執行暗殺、搶劫、強盜等案件。1950年，集團負責人洪幼樵落網，先後逮捕相關聯的支部成員等牽連多達378人。其中由於有多起武裝搶案，相關案件槍決人數高達84人，221人被判有期徒刑，掃蕩武裝基地擊斃4人，15人無期徒刑，11人在逃，自首及自新18人，25人無罪釋放。
台中市工作委員會為台灣省工作委員會直屬機構，由省工委中部地區負責人洪幼樵領導，株連政治犯甚多。

## 成立背景
中国抗日战争结束後，部分台籍青年同情中共遭遇，並對毛澤東提出的新民主主義心生嚮往，以此，在知識份子之間開始出現大幅度的左傾，1945年開始，國府與共產黨的爭鬥益加劇烈，自此，中共開始大量滲透到国民党统治區，及至1946年沈崇案發生，國府聲望一落千丈，各地學潮不斷，而大學生甚至為支持共產主義遊行並瘋狂引為風尚，此時期加入共產黨的台籍青年如吳克泰、陳炳基或滲透至台灣的學者如黃肅秋等，開始結合舊日在台的同志，加入解放台灣的工作，此類工作早在1946年海南及其他國府掌控區域即不斷發生，只是當時無法可作為依據進行逮捕及審問，以此至二二八發生後，大量台籍菁英左傾，加上當時國府在中國大陆戰事節節敗退，猶如風中殘燭，激起有志青年加入中共解放台灣的工作，當然也有少部分投機者認為國府不可能支撐超過1年，加以老台共如廖瑞發與回台後的蔡孝乾、張志忠本來在日治時期即與部分反日青年相結合，因此雙方至此快速激盪，在1947年之後，地下黨的組織快速膨脹，台中市工作委員會就是在這種背景下誕生。

## 历史

### 成立
1946年洪幼樵化名劉志敬抵台，洪幼樵兄長洪仲樵介紹劉特慎來台取得聯繫，在高雄屏東地區組織活動，洪幼樵與張志忠、陳澤民互相支援，1947年1月組織派張伯哲到台中與洪幼樵取得聯繫，並與老台共李喬松與其子李舜雨等人組成台灣省工作委員會台中區縣市委員會，透過謝富吸收陳孟德成立台中大肚鄉支部，吸收陳福添擔任市委書記發展地方組織，1947年228事件後，組織快速擴張。
1947年5月李舜雨吸收施部生、呂煥章、李漢堂等，1948年由張志忠指導在台灣中部地區分別設立武裝基地，同時透過江泰勇、李炳崑、鄧錫章、李舜雨、洪麟兒等將組織擴展到學生、工人、商人、農民、婦女各社會階層及地方組織。
1947年陳福添、謝富、江朝澤由李舜雨吸收加入省工委後，陳福添先後吸收鄧錫章、江泰勇、謝桂芳、吳明正、廖學銳、黃介石等人加入，鄧錫章初任國民學校支部書記，並領導公務員支部、商人支部、教員支部、大肚鄉支部，黃介石成立師範學校支部，謝富介紹陳孟德加入並成立大肚支部，江朝澤成立南投支部，老台共李喬松介紹洪麟兒加入，並成立霧峰支部及草屯支部，江泰勇任台中商業職業學校支部書記，吳明正介紹彭沐興成立第一中學支部，張伯哲領導梁錚卿直屬支部於農林牧場成為掩護地下黨人活動重要據點，李舜雨吸收施部生、呂煥章、李漢堂由張志忠指導分別設立白毛山、鴨潭山、竹子坑、石岡等武裝基地，施部生介紹江漢津成立豐原支部，吸收劉嘉武成立翁子支部，廖學銳介紹郭阿坤成立大甲支部，呂煥章介紹李繼仁成立北斗支部，洪幼樵領導高平儒令其負責台中南區工委，謝漢光與張伯哲在蓮花池林業試驗分所任職，張伯哲吸收劉占顯成立集集支部，李漢堂與江榮顯原本都是地方上的角頭，加入臺中市工委後成立台中市街頭支部，並成立中部武裝工委，老農組陳崑崙成立台灣民主自治同盟台中支部協助分送光明報。
由於台中的武裝工委成員多是地方角頭成員，在發展組織的過程四處劫掠、持槍搶劫旅客、綁架勒贖甚至撕票，導致多起重大刑案，其中商校支部江泰勇綁架嘉義贊生醫院院長陳承訓之子陳光弘並予撕票。施部生率眾在台中北區區公所旁搶劫台中市省立商業學校出納組長林榮華所攜帶的公款，施部生武裝工委成員呂國昭殺台中商業學校教員畢克鈞搶劫財物，施部生武裝工委成員莊朝鐘聚眾搶劫台中市合作社倉庫， 呂煥章發動張建三與廖文珍在日月潭公路車霧峰草湖站搶劫旅客，並將車開至白毛山基地，甚至殺害大屯警察派出所刑警黃錦埔，為民風純樸的鄉間籠罩上陰影，也成為日後遭到剿滅的要因。

### 解散
1949年8月，光明報事件造成基隆市工委會與台北市工委會的組織相繼淪陷。情治機構於是藉此展開嚴密偵查，並逮捕蔡孝乾等人，蔡孝乾變節後全省展開大搜捕，1950年5月，張志忠等13名重要幹部落網，台灣省工作委員會台中地區負責人洪幼樵在基隆港企圖逃亡時落網，將整個台中地區組織供出，宣告省工委台中市工委的覆亡。

## 他案
「台中市工作委員會案」爆發後大規模濫捕行動展開，加上自新檢舉之後重新分案調查，台中市工委案相關的白色恐怖案件計有
張伯哲、周碧梧、江泰勇、黃士性、葉金龍、陳坤良、伍保忠、陳水炎、蔡江水、黃湪桞、陳啟勳、黃烽台、廖金和、李金木、王炳輝、江朝澤、呂國昭、李金良、魏源溱、張炎祈、巫添福、張孫彰、邱樹南、陳文堅、陳來丁、呂黃石、林孟義、潘勝治、鄭如霖、梁錚卿、黃蹈中、王再龔、謝奇明、林夷吾、翁德發、黃介石、洪麟兒、林庚盛、黃守謙、莊金標、紀坤淮、邱以金、郭阿坤、王三派、李振樂、郭坤木、邵萬壽、郭萬福、蘇海樹、賴登洲、鍾來田、蔡鐵城、羅秋榮、劉占睿、李居萬、游錦坤、賴天印、楊國材、彭沐興、林如松、張建三、施部生、呂煥章、劉嘉憲、莊朝鐘、謝  富、陳福添、鄧錫章、李炳崑、陳孟德、李繼仁、簡慶雲、張木生、劉嘉武、陳思文、張金爐、劉秋波、許聆音、謝信通、陳順辰、陳崑崙、薛震連、廖金照、廖學銳，84名判為死刑。
台中市工委案 包含張伯哲、陳福添、謝富三人為主嫌遭判死刑，其餘支部及成員如下：
- 台中市工委直屬支部 包含蔡寄天、梁錚卿、黃蹈中、馬慰常、張金圖、葉友仁、賴阿份、鄧智義、周碧梧、郭魯林、謝漢光，其中蔡寄天自新供出組織成員，造成梁錚卿、黃蹈中、周碧梧三人遭判死刑，謝漢光則改名換姓隱蔽山林，直到開放大陸探親才逃回大陸，受謝漢光牽連者5人遭判有期徒刑。
- 第一中學支部 6人遭判刑 其中書記彭沐興死刑 陳汝芳、翁啟林、蔡茂宏、彭秀敏、黃炎輝判徒刑。
- 國民學校支部 書記鄧錫章死刑 蔡進盛、張晃昇、周珪珍判徒刑。
- 商人支部 書記李炳崑槍決 王德勝、陳列珍、吳約明3人判無期徒刑 餘5人判徒刑。
- 大肚支部案 書記陳孟德、紀坤淮、邱以金三人槍決 謝秋臨判無期徒刑，其餘10人判徒刑。
- 北斗支部案 書記李繼仁及簡慶雲判死刑，李振山、王永富無期徒刑，林烈臣、陳俊清皆12年徒刑。
- 農學院支部 書記謝桂芳判無期徒刑，服刑期間因肝癌死於綠島，呂從周逃回大陸曾任福建農業科學院情報研究所所長。
- 婦女支部 張彩雲判無期徒刑，王月戀、石實實；游常娥判徒刑。
- 豐原支部 負責人江漢津判無期徒刑，參與施部生武裝活動的宋盛淼、張樹旺、廖金照、呂黃石、林孟義五人遭判死刑，蘇紅松由死刑減為17年徒刑。
- 公務員支部 書記王如山判無期徒刑，陳數德、黃煥修判有期徒刑。
- 師範學校支部 書記黃介石判處死刑，參與呂煥章武裝搶劫的林如松也遭判死刑，陳明忠、尤來榮、黃伯和、李奕定、曹開、黃榮雄、李獻文、曹乙集、江順濱各判處有期徒刑。
- 商校支部 書記劉貞松、王為清無期徒刑，吳明正、廖學烓、陳茂霖、張彥勳自首，餘13人判徒刑，吳耀民、張彥哲逃往大陸。
  - 陳光弘撕票案 江泰勇綁架勒贖嘉義贊生醫院院長陳承訓之子陳光弘並予撕票，江泰勇、蔡江水、黃湪桞、陳啟勳、黃烽台五人遭判死刑。
- 翁子支部 書記劉嘉武、陳思文、黃士性三人死刑，其餘五人有期徒刑。
- 大甲支部 書記郭阿坤、王三派、葉金龍、陳坤良、伍保忠、李振樂、郭坤木、陳水炎共8人遭判死刑，其餘24人有期徒刑。
  - 廖學銳案 廖學銳為陳福添同事，原屬大甲支部成員，涉案程度不高，僅判徒刑5年，未料隨著高雄案許分及郭萬福等人落網案情曝光，廖學銳至少還隱瞞吸收了賴登洲、郭明哲、羅秋榮等人，羅秋榮引薦蔡鐵城，多人「二進宮」（陳英泰指出獄後因他案再度進軍法處為二進宮）[7]，由於再度受審多半因為交代不清或隱匿案情，知情不報等輕罪受審後往往案情變得相當嚴重，本案中廖學銳、蘇海樹、張如松、蔡鐵城都是二度受審，廖金和甚至只是留宿郭萬福、許分也遭到重判，廖學銳案導致廖學銳、邵萬壽、郭萬福、蘇海樹、賴登洲、鍾來田、張如松、廖金和、蔡鐵城、羅秋榮十人遭判死刑。
- 南區工委 高平儒失蹤，王天強、林青山、高其從三人逃往大陸，其餘9人有期徒刑，王天強、林青山分別成為台盟福建省委首任及第二任主任委員。
- 台中市街頭支部 負責人江榮顯於白毛山基地圍捕時遭擊斃，李金木、張建三參與施部生武裝搶劫活動遭判死刑，江瑞堂無期徒刑。
- 霧峰支部 洪麟兒、林庚盛、王炳輝三人死刑，主要人物李舜雨逃往大陸。
- 南投支部 江朝澤、黃守謙死刑，其餘27人判處有期徒刑，洪錫卿、蔡溪惟在逃。
- 臺中武裝工委案 施部生、呂煥章、劉嘉憲、莊朝鐘四人判處死刑，江榮顯、吳江海、陳俊業、黃碧泉於白毛山基地圍捕時遭擊斃，而賴朝成自首牽連潘勝治、鄭如霖兩人因莊朝鐘而遭判死刑，其餘11人有期徒刑。
  - 呂國昭強盜殺人案 成員呂國昭殺害教師畢克鈞強盜殺人案，呂國昭因此遭判死刑，王再龔、李金良、魏源溱、謝奇明、林夷吾、翁德發六人則分別因搶劫台中市省立商業學校出納組長林榮華、販賣軍火、私藏槍械等罪遭判死刑。
- 中部武委會 負責人李漢堂逃亡後自首獲自新，其餘主要成員因參與殺害大屯警察派出所刑警黃錦埔、持械武裝叛亂等罪名，共有巫添福、張孫彰、薛震連、李居萬、邱樹南、陳文堅、陳來丁、游錦坤、賴天印、楊國材、劉秋波、張金爐，12人遭判處死刑。
- 草屯支部 同案19人 書記莊金標遭槍決，洪西謀、洪西坤、洪西串、洪西枝、吳紹燻、洪右六人自首。
- 集集支部 林如勳自首，劉占睿死刑，餘八人同案遭判徒刑。